# NGC 1836
NGC 1836 (другое обозначение — ESO 56-SC61) — рассеянное скопление в созвездии Золотой Рыбы, расположенное в Большом Магеллановом Облаке.
Этот объект входит в число перечисленных в оригинальной редакции «Нового общего каталога».
Скопление проецируется на северо-западную часть бара Большого Магелланова Облака. К юго-востоку от него расположено меньшее звёздное скопление BRHT 4b, сильно отличающееся по распределению звёзд на диаграмме Герцшпрунга — Рассела; угловое расстояние между их центрами лишь 0,6′, они частично перекрываются на небесной сфере. Возраст NGC 1836 — 400 ± 50 млн лет, BRHT 4b — 140 ± 15 млн лет, они предположительно являются физической парой. Металличность близка к солнечной ([Fe/H] = 0,0 ± 0,2).
Масса скопления 40 тыс. M⊙, массовая плотность в центре скопления около 105 M⊙ на кубический парсек. Расстояние NGC 1836 от центра БМО (в проекции на картинную плоскость) составляет 1,22 килопарсека.